# Dynamo (magicien)
Pour les articles homonymes, voir Dynamo (homonymie).
 (août 2021).
Si vous disposez d'ouvrages ou d'articles de référence ou si vous connaissez des sites web de qualité traitant du thème abordé ici, merci de compléter l'article en donnant les références utiles à sa vérifiabilité et en les liant à la section « Notes et références ».
Steven Frayne, alias Dynamo (né le 17 décembre 1982) est un magicien anglais. Il est une référence dans la magie de rue. Il se fait connaitre notamment grâce à l'émission Dynamo : Magicien de l'impossible, créée 2011 et diffusée jusqu'en 2014. Il voyage autour du monde pour présenter ses tours de magie. C'est son grand-père qui lui enseigne la magie pour se distraire de la maladie.

## Maladie
Steven Frayne est atteint de la maladie de Crohn qui lui a été diagnostiquée durant son adolescence. Il l'annonce publiquement en 2017.